# Mukàtxevo
Mukàtxevo (en ucraïnès: Мука́чево, en hongarès: Munkács, en txec: Mukačevo; en rutè: Мукачово) és una ciutat localitzada en la vall del riu Latorica a l'oblast de Transcarpàtia, a Ucraïna Occidental. És el centre administratiu del raion (districte) de Mukàtxevo, emperò la ciutat no pertany al raion, ja que té l'estatus de ciutat d'importància provincial, i té el seu propi raion. La població és de 84,992 habitants (2013 est.).
La ciutat és el terminus de trens i un encreuament d'autopista. Les activitats econòmiques són la producció de cervesa, de vi, de tabac, de tèxtil, de timber, i les indústries alimentàries i de mobiliari. Durant la Guerra Freda Mukàtxevo tenia una base de l'exèrcit de l'aire soviètic i una estació de radar militar.
Mukàtxevo té una majoria de població ètnicament ucraïnesa (77.1%) amb una minoria significativa de russos (9.0%), hongaresos (8.5%), alemanys (1.9%), i roms (1.4%).
Abans del maig del 2017, s'anomenava Mukàtxeve.

## Nom
Hi ha moltes maneres diferents d'anomenar Mukàtxevo. En ucraïnès normalment s'escriu com a Mukàtxevo, però també s'utilitza Мукачів (Mukàtxiv). El seu nom en rus i en rutè és Мукачево (Mukàtxevo), un nom adoptat per les autoritats locals i retratat en l'abric de la ciutat d'armes. Altres noms són: en hongarès: Munkács; en romanès: Muncaci, Munceag; en polonès: Mukaczewo; en eslovac i txec: Mukačevo; en alemany: Munkatsch: Munkatsch; en ídix: מונקאטש (Munkatsh).

## Història

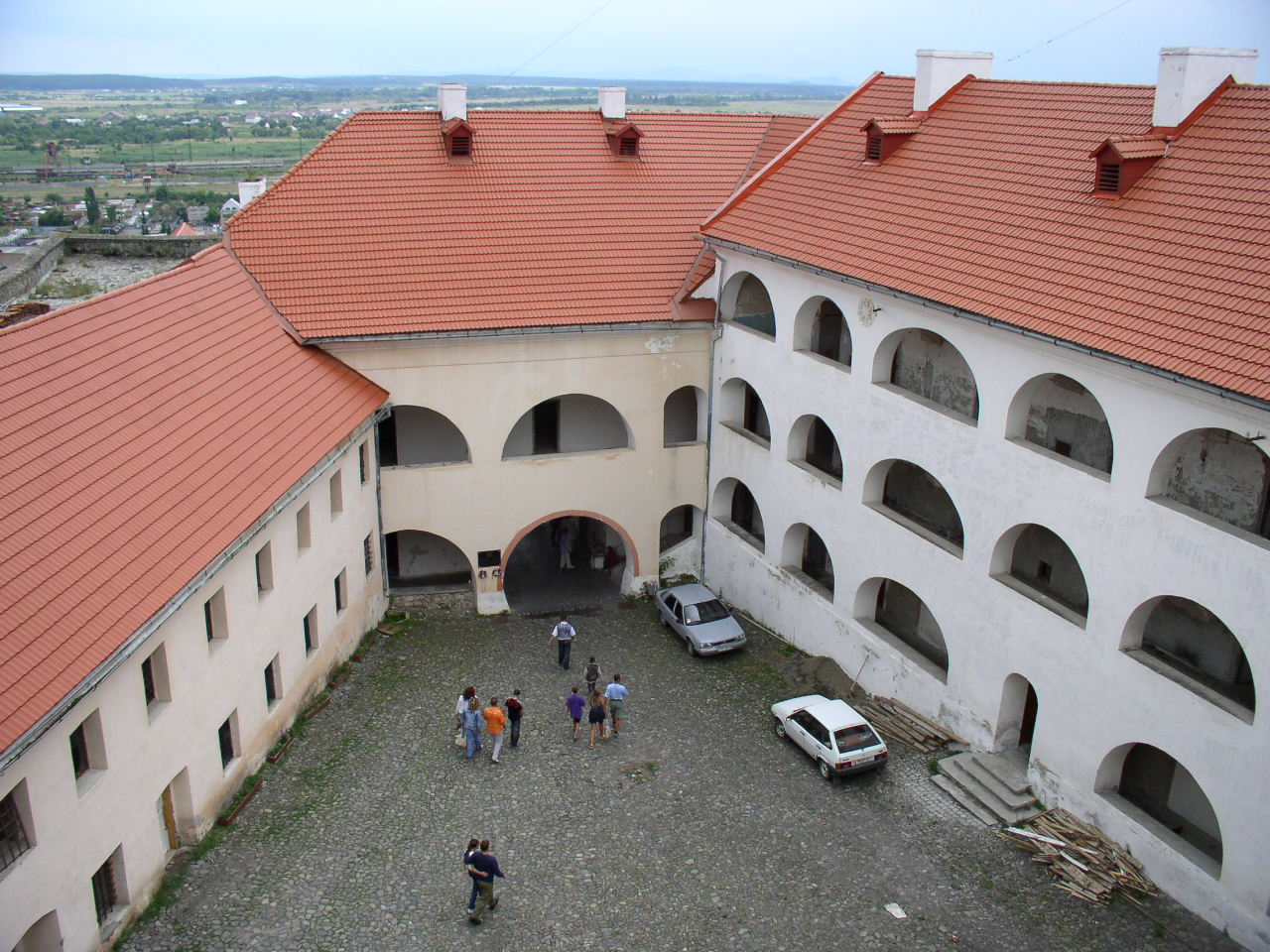
Palanok Castell en Mukàtxevo

### Història primerenca
Archaeological L'excavació suggereix que els poblaments primerencs van existir aquí abans de les Edats de Mig. Per exemple, un Celta oppidum i centre de feines del metall que va existir en el 3r-el #segle i ac va ser trobat entre el Halish i Lovachka muntanyes. Un Thracian fort de l'Edat de Ferro (segle X aC) va ser trobat en la muntanya de Tupcha. Al voltant del segle I l'àrea va ser ocupada pel Carpi persones que van desplaçar el local Celts de l'àrea.

### Regla hongaresa
El 895 les tribus hongareses van entrar al Carpathian Basin a través del Verecke Passi, aproximadament 60 km (37 mi) km (37 mi) nord de present-dia Mukàtxevo. Durant el segle pròxim van establir el Hungarians i Munkachevo esdevenia un centre regional de poder de reis hongaresos.[citation Necessitat] Dins 1397, la ciutat i el seu circumdant va ser concedit per King Sigismund d'Hongria al seu vassall el Ruthenian príncep Theodor Koriatovich, qui va resoldre molts Ruthenians en el territori. Durant el segle xv, la ciutat va prosperar i esdevingué una habilitat prominent i centre de comerç per la regió. El 1445, la ciutat esdevenia una ciutat reial lliure hongaresa. Sigui també concedit els drets de Magdeburg llei.
Durant el segle xvi, Mukàtxevo esdevenia part del Principality de Transylvania. El segle xvii (de 1604-1711) era un temps de lluita contínua contra les intencions expansionistes dels Habsburg Imperi pel Principality. Dins 1687 el anti-Habsburg Repugna d'Imre Thököly va començar fora de Mukàtxevo. La regió també va tenir una funció important durant Rákóczi Guerra d'Independència.

### Control austríac i repugna
Després de la derrota de Francis II Rákóczi la ciutat va passar sota control austríac a mitjan segle xviii mentre part del Regne d'Hongria i va ser fet una fortalesa clau del Habsburg Monarquia. Dins 1726, el Palanok Castell i la ciutat, abans 1711 posseït pel Rákóczi família, va ser donat pel Habsburgs al Schönborn família, qui era responsable per una expansió de la ciutat. Ells també resolt molts alemanys en el territori, així causant un boom econòmic de la regió. Durant 1796-1897, el castell de la ciutat, fins llavors una fortalesa forta, esdevenia una presó. L'heroi nacional grec Alexander Ypsilanti va ser empresonat al Palanok Castell entre 1821 i 1823.

### Mukàtxevo Durant i després de les guerres
Dins 1919, després de l'americà-Rusyns va estar d'acord amb Tomáš Masaryk per incorporar Carpathian Ruthenia a Txecoslovàquia, la totalitat de Carpathian Ruthenia va ser ocupat per tropes txecoslovaques. Damunt 4 de juny de 1920, Mukàtxevo oficialment esdevenia part de Txecoslovàquia pel Tractat de Trianon. Dins novembre 1938, una part del territori del Regne anterior d'Hongria era reannexionat per Hongria mentre part del Primer Premi de Viena.
Sense retardar les autoritats noves van decretar l'expulsió de tot el Jews sense ciutadania hongaresa. En conseqüència polonès i rus Jews, molt de temps-residents de terme de l'ara hongarès-controlat Transcarpathian regió, i també de Mukàtxevo, així com el natiu Jews que no podria provar la seva ciutadania, on deportat sobre la frontera ucraïnesa on el seu destí va ser segellat per les mans d'un alemany Einsatzgruppe avantatge de comando per Friedrich Jeckeln. Damunt agost 27 i 28 1941 eren tots assassinat pels alemanys en Kamianets-Podilskyi massacre.
Així i tot, Mukàtxevo la població encara aguantada un component jueu important, fins que dins 1944 tot el Jews va ser deportat a Auschwitz pel Nazi alemany Eichmann Comando. Eren el durar comunitat jueva dins Europa a succumb a l'Holocaust.
Al final de 1944, l'Exèrcit Vermell stormed Carpathian Ruthenia. Al principi el territori va ser donat al reestabilished Txecoslovàquia, llavors esdevenia part de la Unió soviètica per un tractat entre els dos països, més tard dins 1945. La Unió soviètica va començar una política d'expulsió de la població hongaresa. Dins 1945, la ciutat era ceded al SSR ucraïnès (ara Ucraïna). De llavors ençà 2002, Mukàtxevo ha estat el seient de la diòcesi catòlica Romana que comprèn Transcarpathia.

## Clima
Mukàtxevo Té un clima oceànic (Köppen: Cfb).

## Demografia

### Històric
Dins 1921, 21,000 persones van viure en Mukàtxevo. D'aquests, 48 per cent eren Jews, 24 per cent eren Ucraïnesos, i 22 per cent eren Hungarians.
La població de la ciutat dins 1966 era 50,500. D'aquests, 60% era Ucraïnesos, 18 per cent Hungarians, 10% russos i 6% Jews.

### Actualment
Segons el cens del 2001, 82.200 persones vivien a Mukàtxevo. La població era de 91.000 habitants el 1989, dins 2004 77,300 i dins 2008 93,738. La seva població inclou:
- Ucraïnesos (77.1%)
- Russos (9.0%)
- Hongaresos (8.5%)
- Alemanys (1.9%)
- Roms (1.4%)
- Jueus txecoslovacs (1.1%)

## Comunitat jueva
Vegeu també Munkacs (Hasidic dinastia)
Hi ha documents en el Berehove Estatal Archives que indiquen que Jews viscut en Munkács i els pobles circumdants tan d'hora com la segona meitat del dissetè segle. La comunitat jueva de Munkács era una amalgama de gallec & hongarès Hasidic Jewry, ortodox Jews, i Zionists. La ciutat és més marcada pel seu Rabí de Cap Chaim Elazar Spira qui va dirigir la comunitat fins a la seva mort dins 1937.
Per 1851 Munkacs donat suport un gran yeshiva, així demostrant el compromís de la comunitat a Talmudic aprenentatge i piety.
Materially Empobrit, tot i així ric en debat ideològic, el Jews d'interwar Munkacs va constituir gairebé mig de la població de la ciutat. El Munkacs la comunitat jueva era famosa pel seu Hasidic activitat així com les seves innovacions dins sionisme i educació jueva moderna.
La població jueva de Munkacs va créixer de 2,131 dins 1825 a 5,049 dins 1891 (gairebé 50 per cent de la població total) a 7,675 dins 1910 (aproximadament 44 per cent). Per 1921, el 10,000 Jews encara fet sobre mig els residents, tanmateix per 1930, la proporció hi havia deixat caure a 43 per cent, amb un poc per damunt 11,000 Jews. El Jews de Munkacs va constituir 11 per cent del Jewry de Subcarpathian Rus.
Interwar Munkacs Va tenir una població jueva molt gran, el qual era més visible en el Shabbat. En aquell dia la majoria de botigues van ser tancades i, després que serveis, els carrers van omplir amb Hasidic Jews en el seu tradicional garb. La primera casa de pel·lícula en la ciutat va ser establerta per un Hasidic Jew, i ell també tancat en el Shabbat i vacances jueves.
El Rabí de Cap de Munkacs, Rabí Chaim Elazar Spira (qui va dirigir la comunitat de 1913 fins a la seva mort dins 1937) era el més outspoken veu de religiós anti-sionisme. Hi hagi tingut èxit el seu pare, Rabí Zvi Hirsh Spira, qui més d'hora hi havia heretat el mantell de lideratge del seu Rabí de pare Shlomo Spira. Sigui també un Hasidic rebbe amb un nombre significatiu de seguidors. Rabí Chaim Elazar Spira va ser tingut èxit pel seu gendre, Rabí Baruch Yehoshua Yerachmiel Rabinowicz.
Juntament amb el dominant Munkacser hasidic comunitat allà co-existit més petit tot i així vibrant Hasidic grups que eren seguidors del rebbes Belz, de Spinka, Zidichov, i Vizhnitz. Pel temps de l'Holocaust allà era gairebé 30 sinagogues dins ciutat, molts del qual era Shtieblech ("[petit] casa" - petit [Hasidic] sinagogues).
El Gimnàs hebreu va ser fundat en Munkacs cinc anys després del primer hebreu parlant escola elemental dins Txecoslovàquia va ser establerta allà dins 1920. L'Aviat esdevenia l'institut hebreu més prestigiós est de Varsòvia. Zionist Activisme juntament amb chasidic pietism contribuït a una comunitat percolating amb emoció, intriga i a temps internecine conflicte

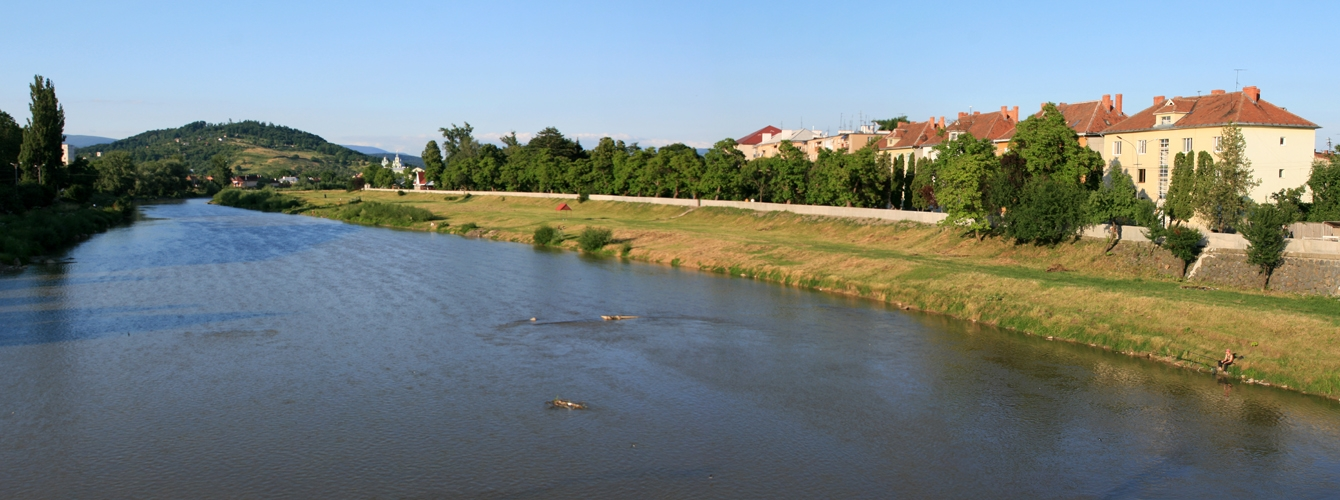
Latorica Riu

Dins 1935, Chaim Kugel, anteriorment director del Munkacs gimnàs (institut jueu) i llavors delegat de Partit jueu al Parlament txecoslovac, va donar un discurs durant un debat parlamentari: "…és completament impossible a adequadament descriure la pobresa en l'àrea. El Jews… és afectat igualment juntament amb la resta…. Jo fortament desig de protestar qualsevol intent de culpar la pobresa del Subcarpathian Ruthenian pagesia en el Jews" (Kugel més tard aconseguit a Mandatory Palestina i finalment esdevenia alcalde de la ciutat israeliana de Holon).
Polítiques de govern eren covertly dirigit contra Jews, qui va aguantar una participació pesada d'impostos i la dificultat tinguda que aconsegueix posicions de servei civils altes.
Dins 1939, el Hungarians agafat i va annexionar Subcarpathian Rus—incloent-hi Munkacs—aprofitant el dismemberment de Txecoslovàquia. Encara que antisemitic la legislació va ser introduïda per les autoritats hongareses, Subcarpathian Rus, com la resta d'Hongria, va quedar un relatiu haven per Jews fins a Alemanya Nazi va ocupar Hongria dins 1944.
En la primavera de 1944 hi havia gairebé 15,000 residents jueus de la ciutat. Això va acabar damunt 30 de maig de 1944 quan la ciutat va ser pronunciada Judenrein (lliure de Jews després de ghettoization i una sèrie de deportacions a Auschwitz).
Avui, Mukàtxevo està experimentant un renaixement jueu de classes amb l'establiment d'un supervisat kosher cuina, un mikveh, campament d'estiu jueu a més dels serveis d'oració que tenen lloc tres temps diàriament. Dins juliol 2006, una sinagoga nova va ser dedicada en el lloc d'un pre-guerra hasidic sinagoga amb el attendance de centenars de local Jews del Transcarpathia regió i una delegació de 300 Hasidic Jews dels Estats Units, Israel i Europa al comandament del dirigent espiritual de Munkacs Hasidic Jewry, Rebbe Moshe Leib Rabinovich, qui actualment resideix dins Brooklyn, Nova York.

## Arquitectònic landmarks

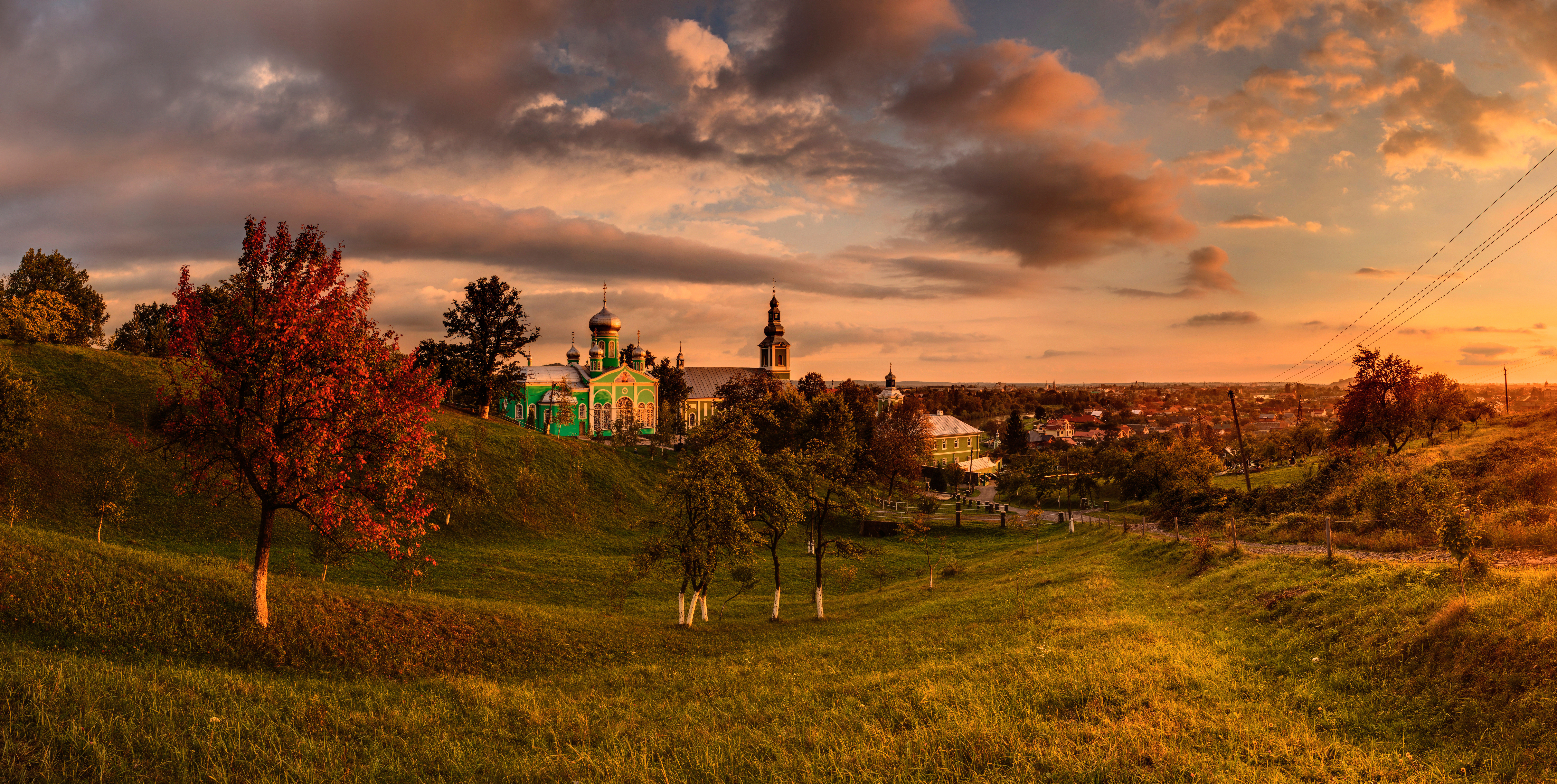
St Nicholas Monestir

- Palanok Castell, segle xiv. El castell de Munkács va jugar una funció important durant el anti-Habsburg repugna en aquest territori i Eslovàquiade dia present (1604–1711), especialment a principis del anti-Habsburg Repugna d'Imre Thököly (1685–1688), així com a principis del repugnar de Ferenc II. Rákóczi (Segle XVIII primerenc). Això la fortalesa important esdevenia una presó del final del segle xviii i va ser utilitzat fins que 1897. L'heroi nacional grec Alexander Ypsilanti va ser empresonat en Munkács castell de 1821 a 1823.
- Monestir de Nicholas del sant
- L'església de fusta construïda en l'estil arquitectònic ucraïnès, segle xviii

## Galeria

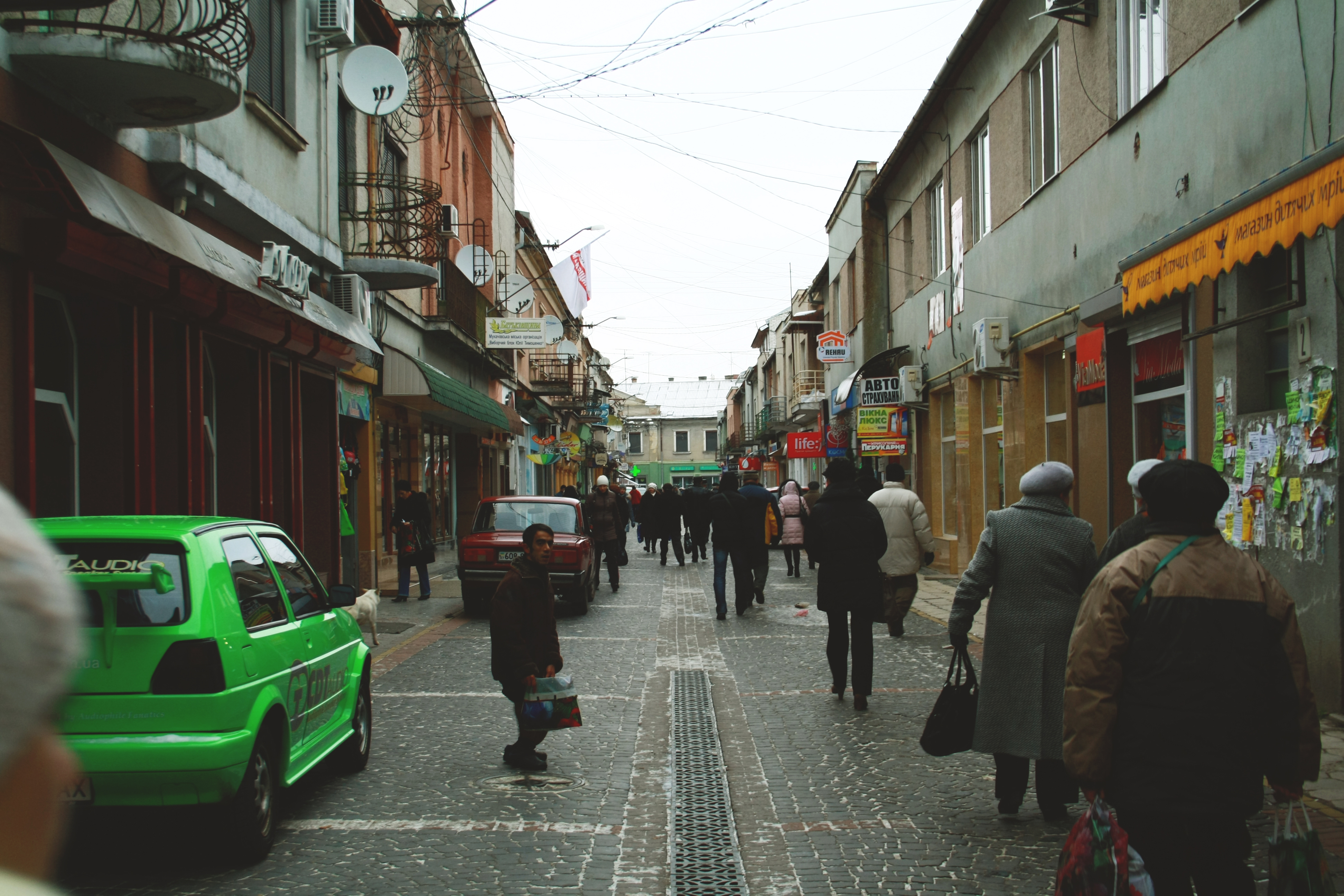
Un carrer en la ciutat vella
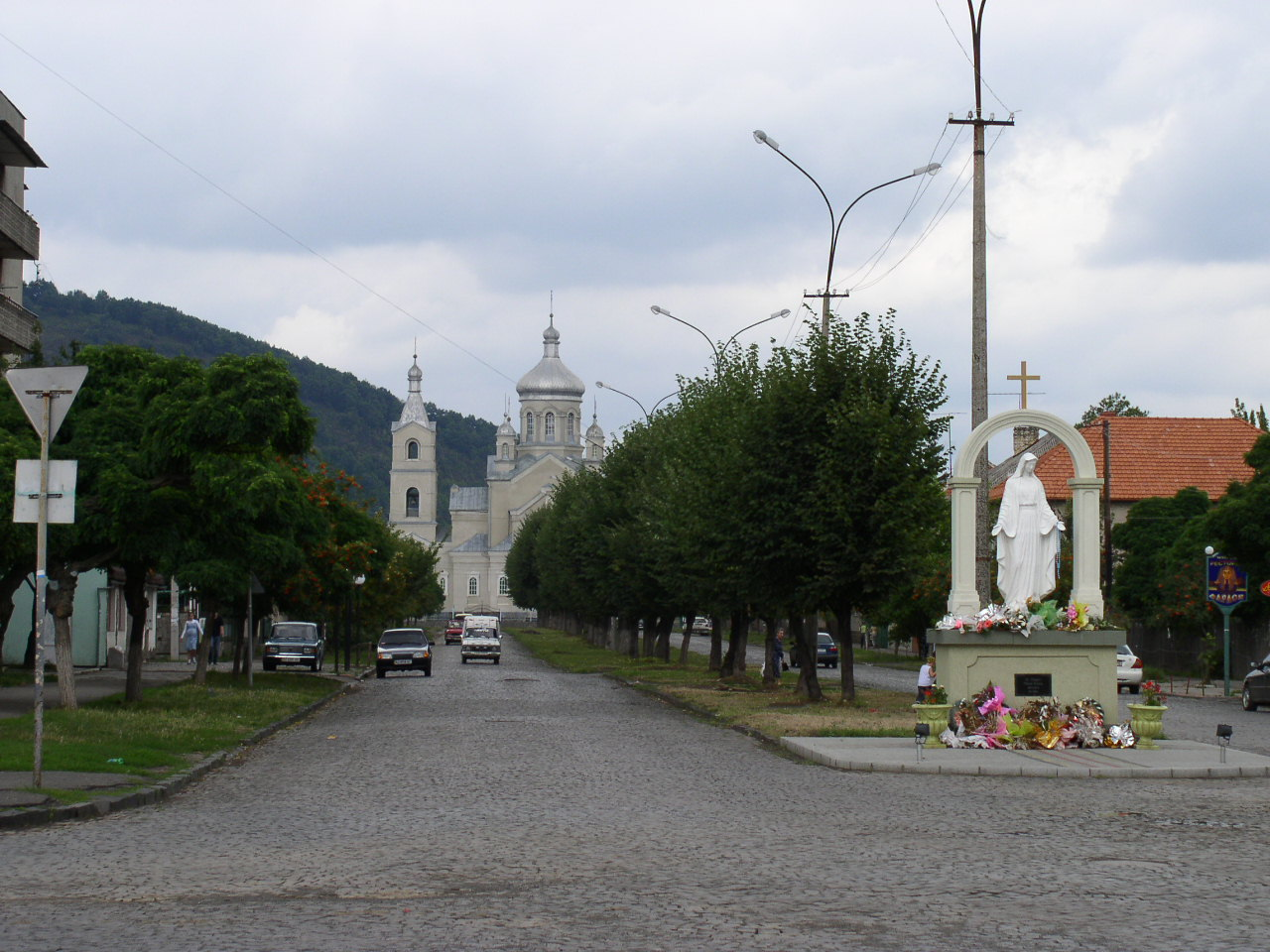
Una església en Mukacheve
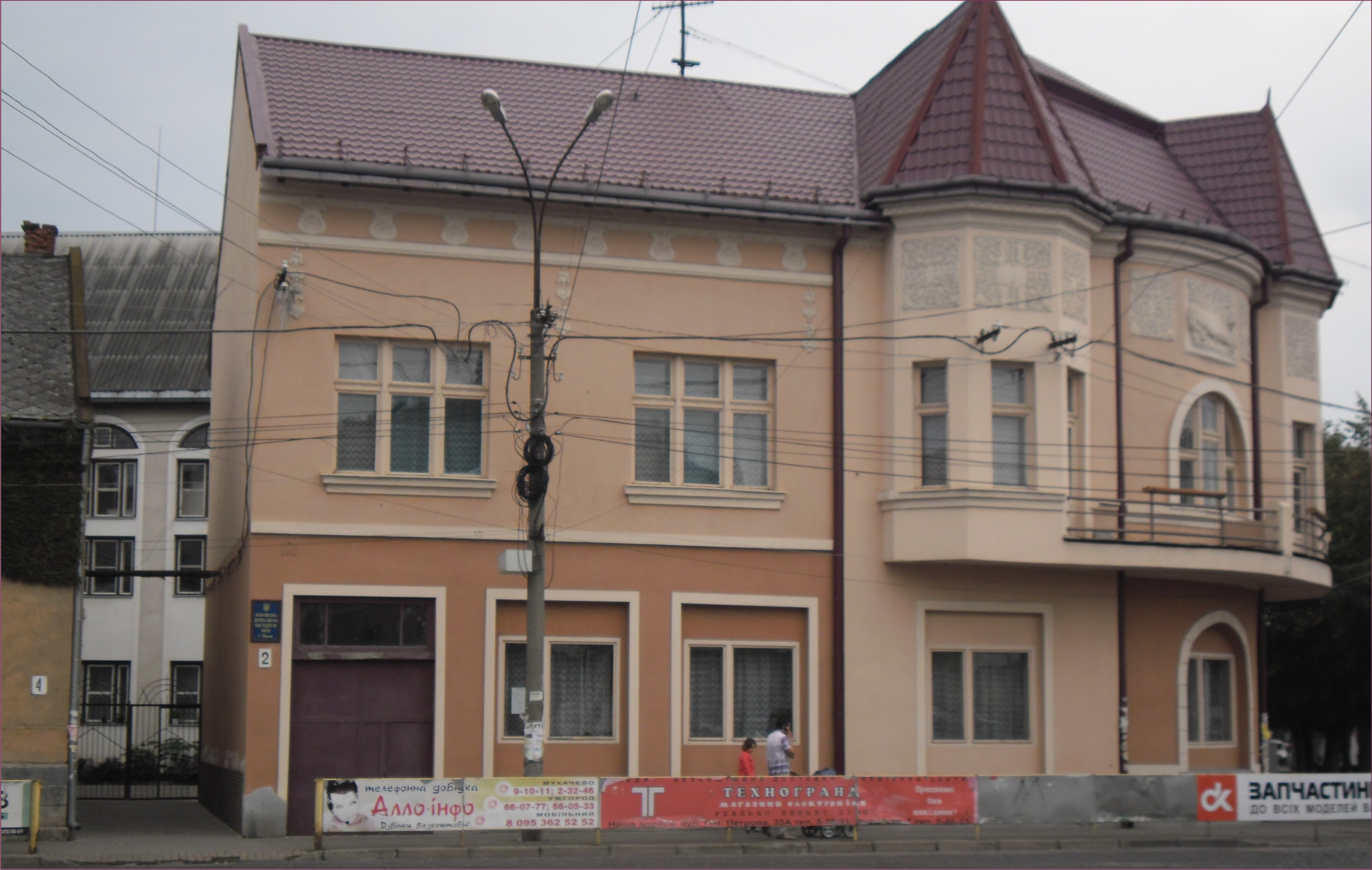
L'escola dels nens d'arts
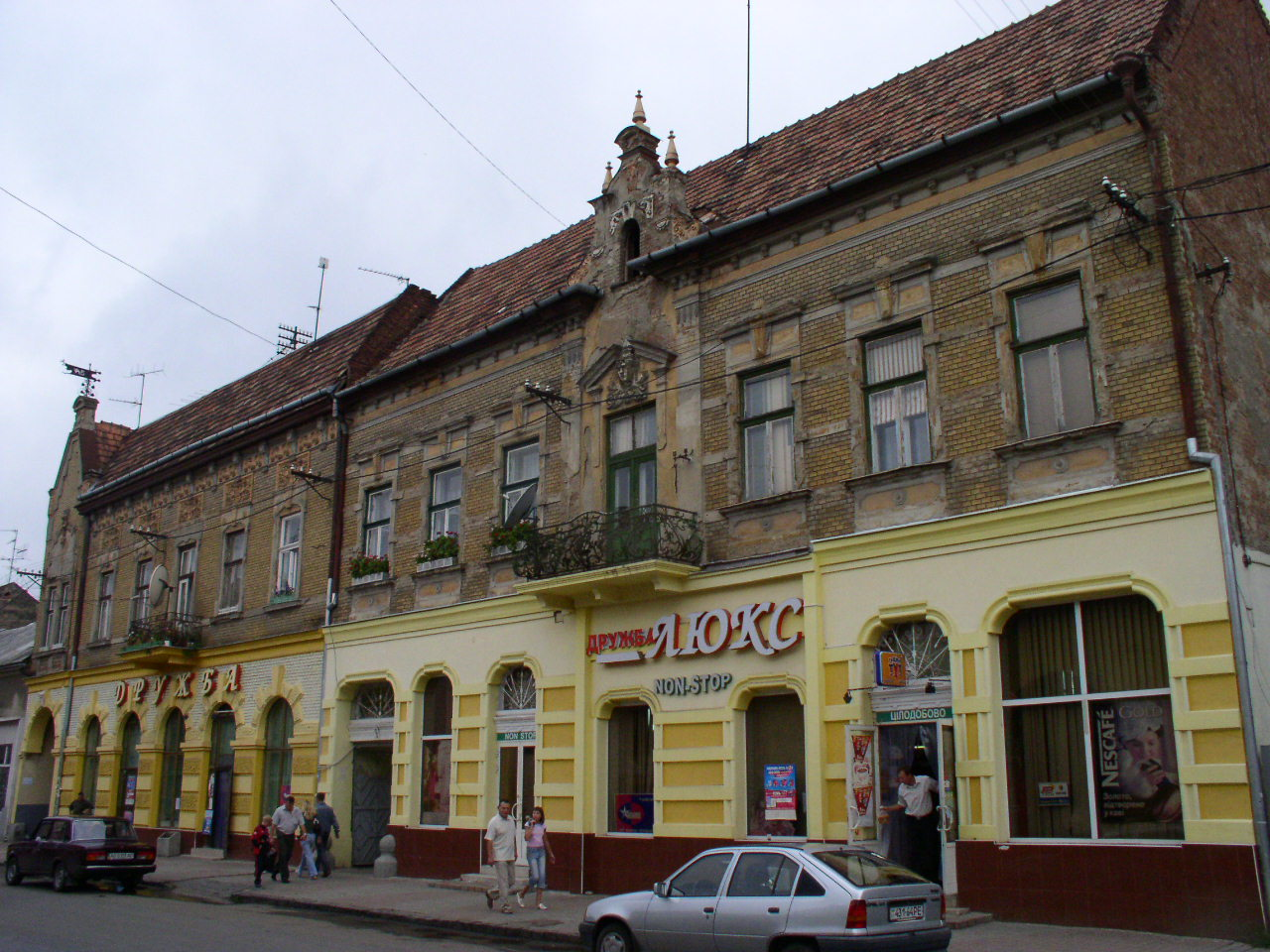
Un edifici històric en Mukacheve
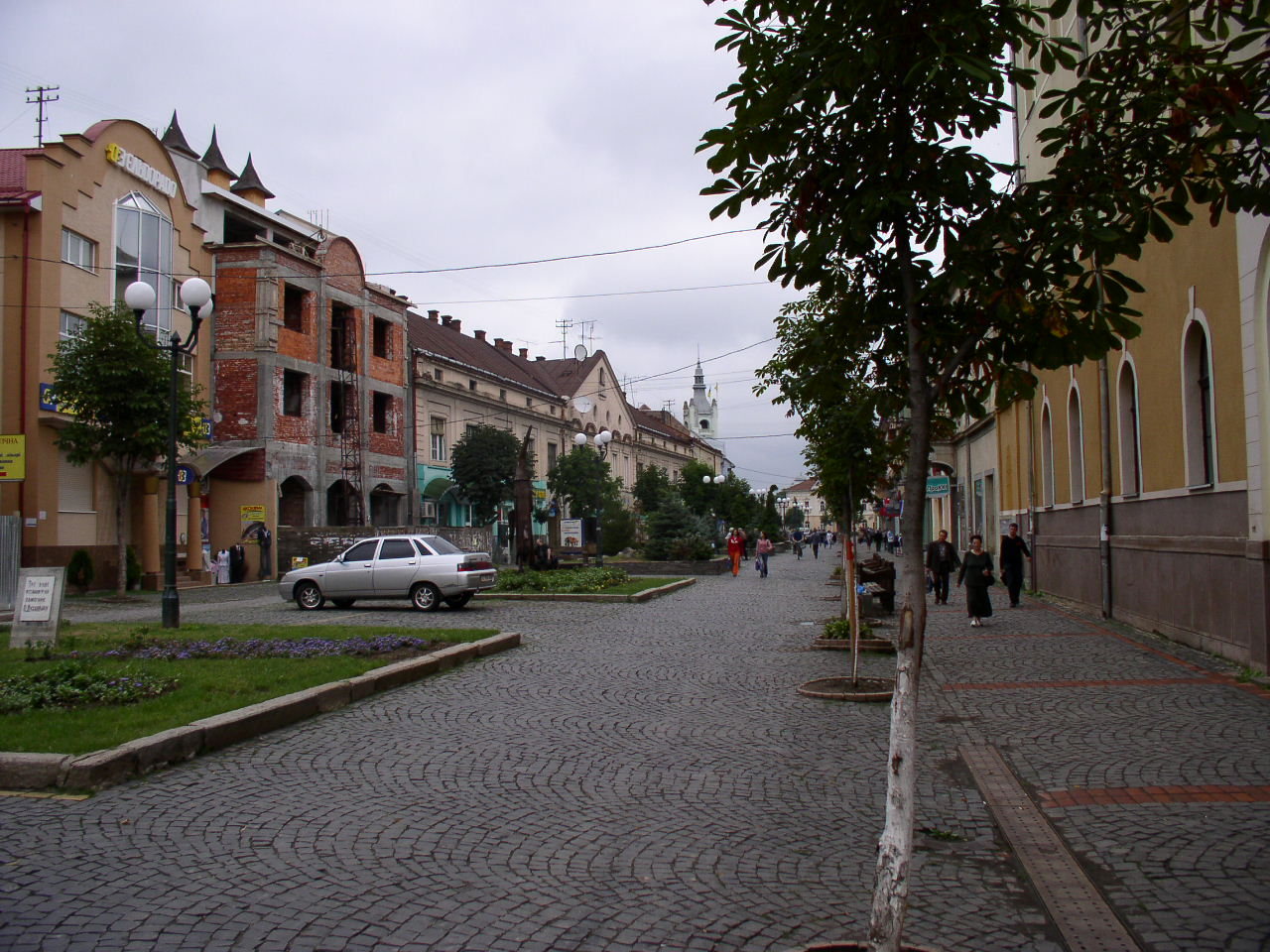
Carril de vianant en Mukacheve
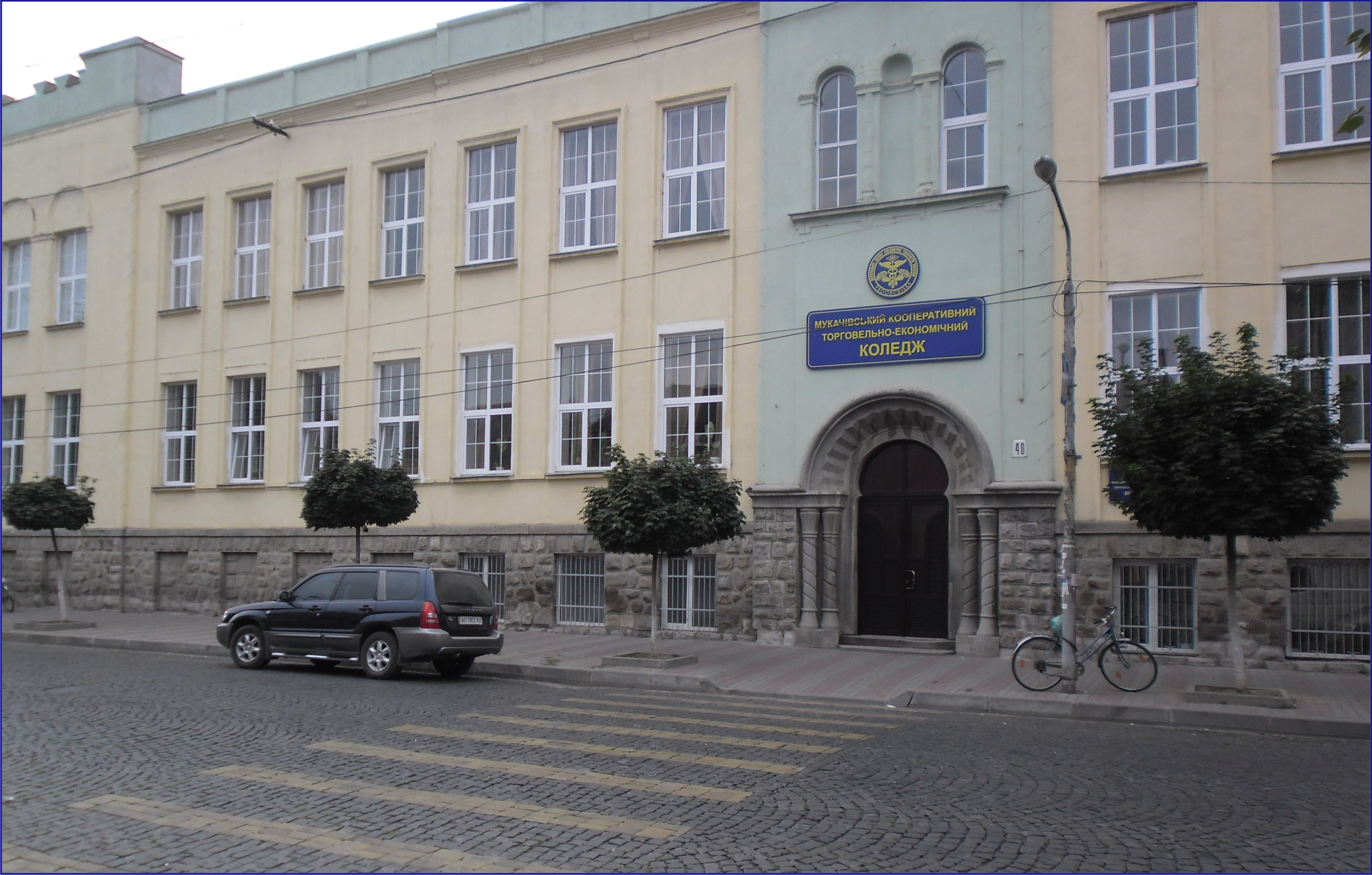
Mukacheve Universitat de Comerç & Economia
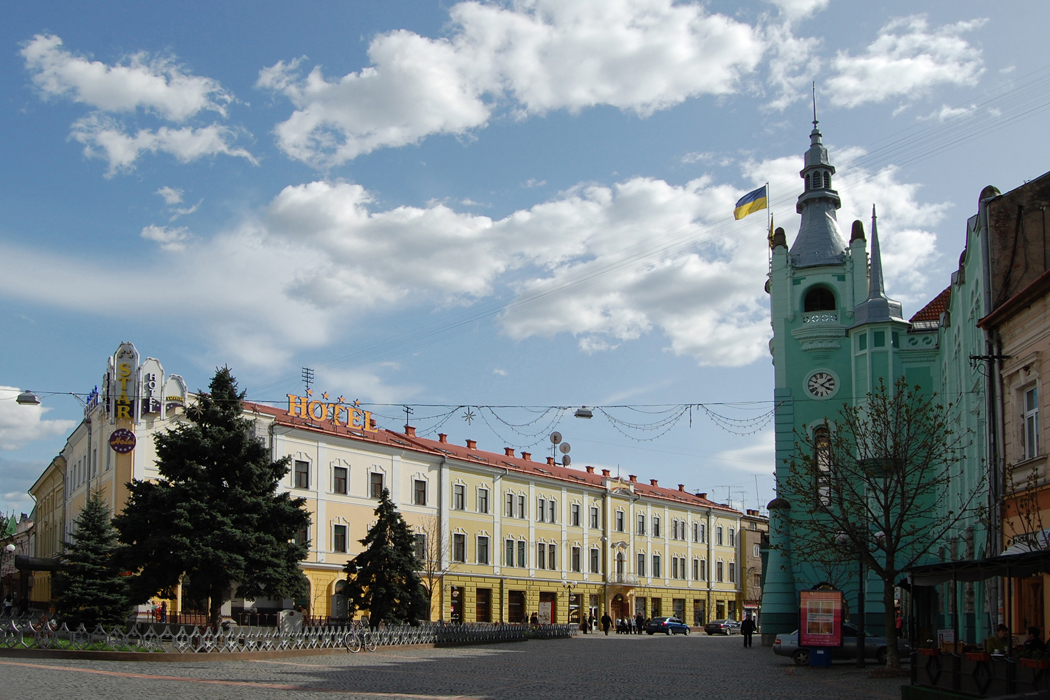
Plaça central de Mukacheve
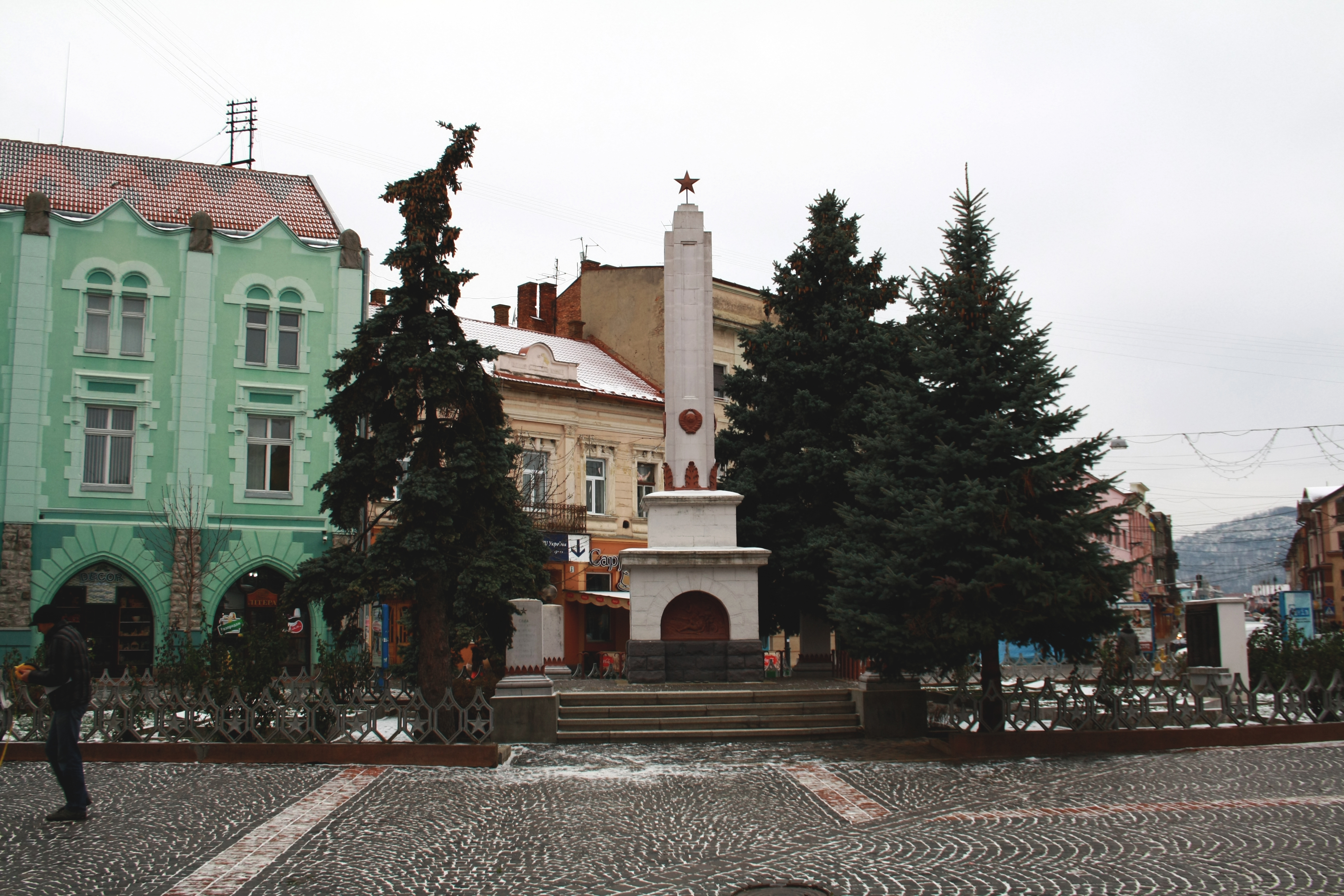
Mukacheve Monument
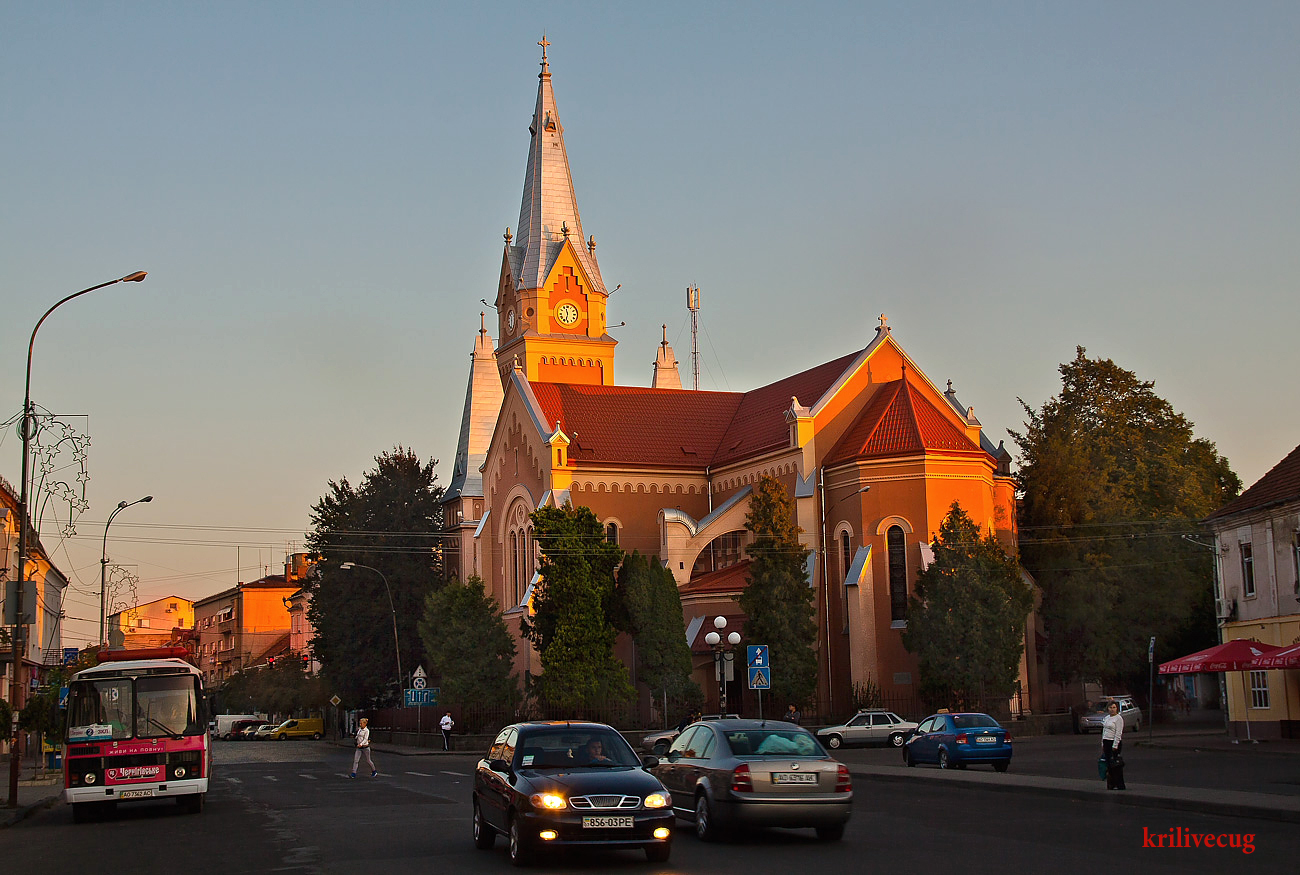
Catedral catòlica romana
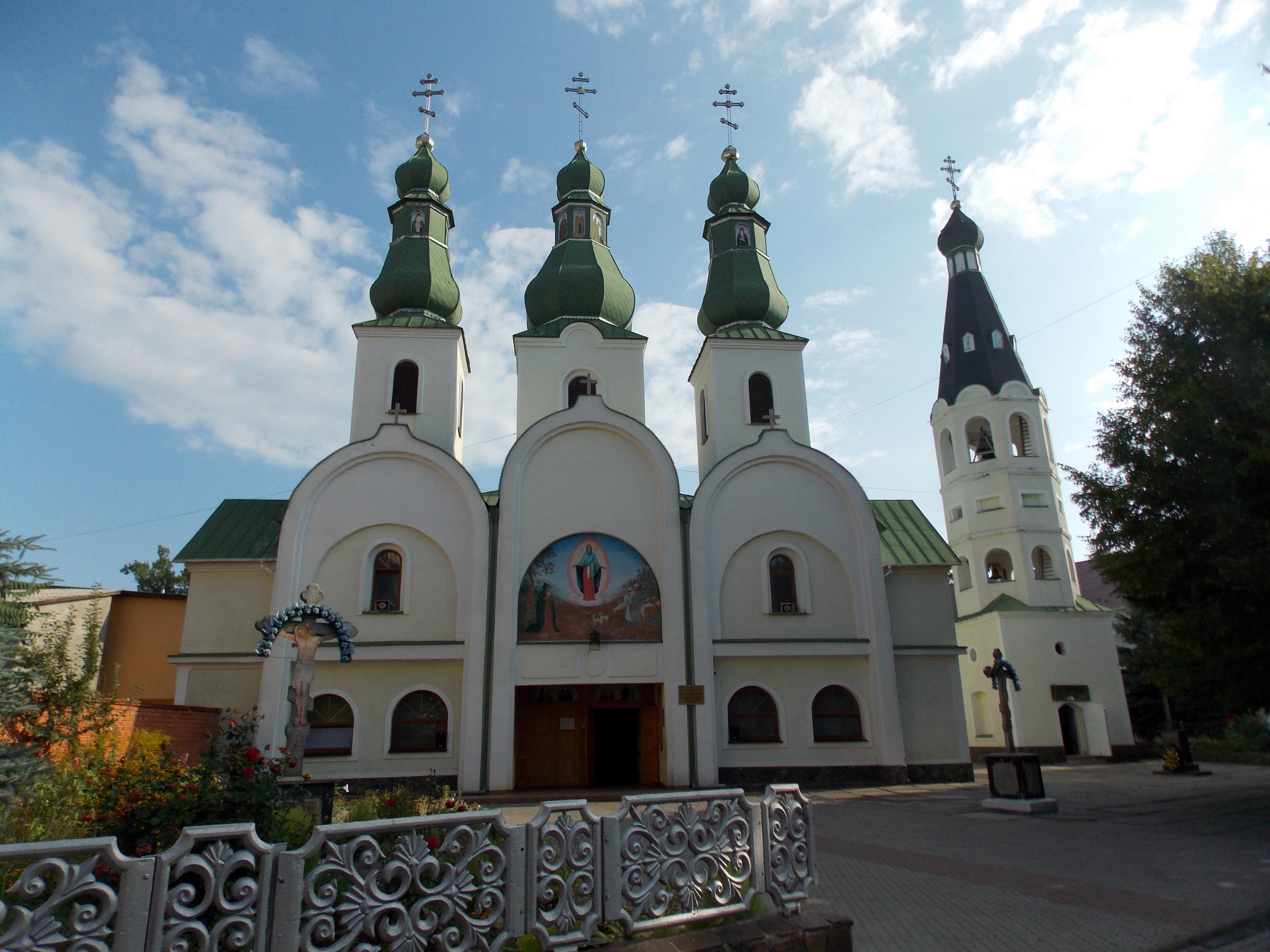
Església ortodoxa de Pochaiv Icona de Mary Verge

## Relacions internacionals

### Ciutats de Germana — de ciutats de bessó
Mukachevo És germanat amb:
- Mielec Dins Polònia[8]
- Mátészalka Dins Hongria
- Naila Dins Alemanya
- Prešov Dins Eslovàquia

## Persones
- Lojza Baránek
- Samuel Gottesman
- Fyodor Koriatovych
- Lolita Milyavskaya
- Ivan Mozer
- Mihály Munkácsy
- Rio Preisner
- Baruch Yehoshua Yerachmiel Rabinowicz
- Moshe Leib Rabinovich
- Ludvík RážUn
- Ján Strausz
- Svyatoslav Vakarchuk
- Yitzchok Yaakov Weiss
- Joseph Meir Weiss
- Yuri Yukechev
- Naomi Blake